# Сурогатне материнство

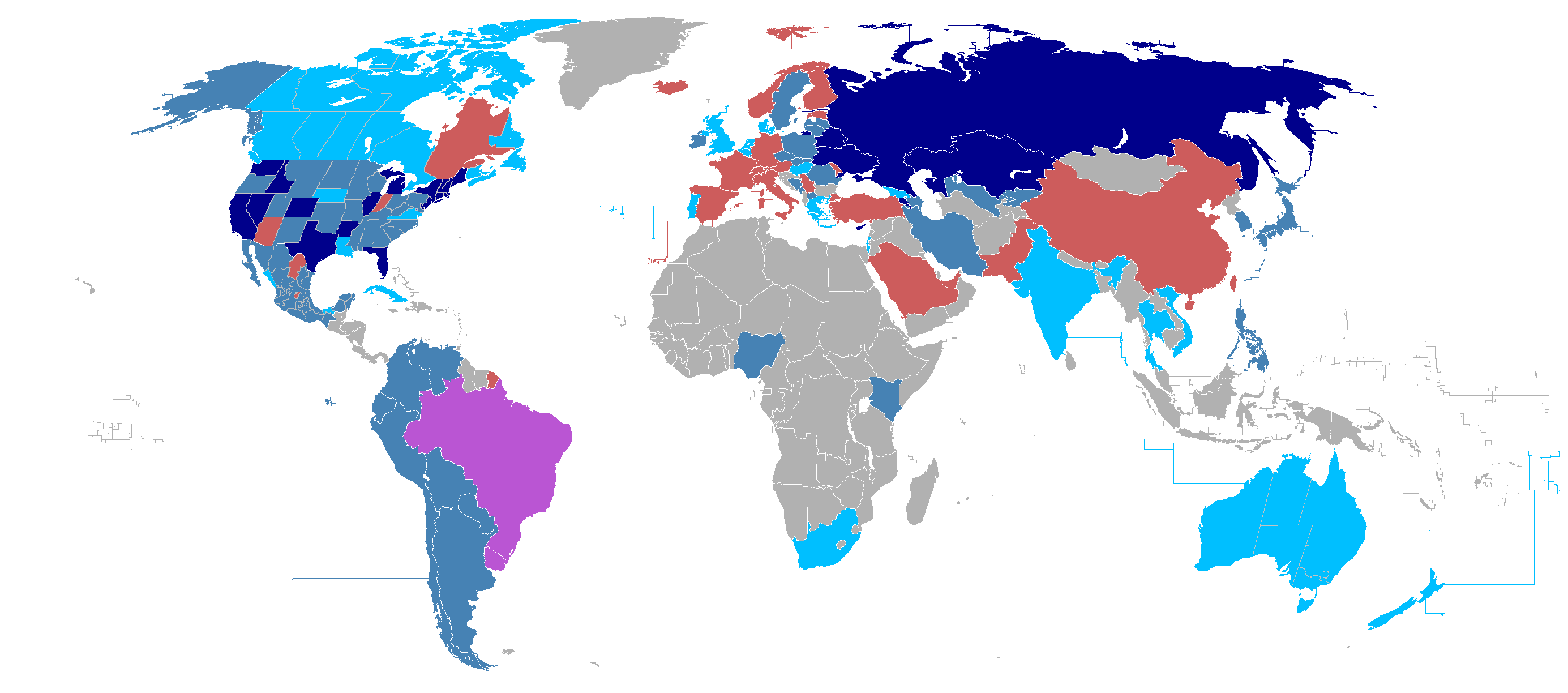
Правове регулювання сурогатного материнства у світі станом на 27 червня 2015 року:
Обидві форми: дохідна та альтруїстична законні
Немає правового регулювання
Тільки альтруїстична форма законна
Дозволена між родичами до другого ступеня споріднення
Заборонено
Немає регуляції/невизначена ситуація

Сурогатне материнство — допоміжна репродуктивна технологія, при застосуванні якої жінка добровільно погоджується завагітніти з метою виносити та народити генетично чужу їй дитину, яку після пологів віддає генетичним батькам, які стають юридичними батьками.
Термін «сурогатне материнство» використовується дуже широко, проте ВООЗ у Женеві у 2001 році визначила наступним чином: «Гестаційний кур'єр — жінка, у якої вагітність наступила в результаті запліднення ооцитів, що належать третій стороні, сперматозоїдами, що належать третій стороні. Вона виношує плід з тією умовою або договором, що батьками народженої дитини буде одна або обидві людини, чиї гамети використовувалися для запліднення».

## Історія
Плутарх описував ситуацію: «Стратоніка, розуміючи, що її чоловікові необхідно мати законних дітей для передачі у спадок його царської влади і не народжуючи сама, переконала його зробити дітей з іншою жінкою і дозволити їй, Стратоніці, прийняти їх як своїх рідних. Дейотар, захоплений її самовідданістю, надав їй свободу дій, і вона, вибравши з числа полонених прекрасну дівчину на ім'я Електра, звела її з Дейотаром, а народжених від цього союзу дітей виховала як своїх законних, з любов'ю і прекрасною щедрістю».
В Стародавньому Римі чоловіки віддавали своїх дружин під найм (ventrem locare) подружнім парам, де дружина була безплідна, і дитина, народжена «найманою» жінкою, в подальшому була законною дитиною безплідної подружньої пари.
У стародавніх євреїв бездітні дружини вдавалися до допомоги рабинь, які народжували дитину від їх чоловіка (наприклад, історія народження Ізмаїла в Книзі Буття). Але першою на руки дитину брала законна дружина, демонструючи своє право на немовля.
У кікую вдова, якщо її вік не дозволяє народити дитину, яка успадкувала би майно покійного чоловіка, від коханця, може найняти жінку, щоб вона народила такого спадкоємця. Така жінка розглядається як дружина померлого, оскільки найнята за рахунок його майна.
Сучасне сурогатне материнство з'явилося в 1976 році в США, ставши можливим після появи технологій штучного і екстракорпорального запліднення. Це уможливило отримання генетичного матеріалу від генетичних батьків з подальшою «підсадкою» його для виношування і народження дитини в організм сурогатної матері. При проведенні першого досвіду фахівці використовували яйцеклітину сурогатної матері, запліднену сперматозоїдом біологічного батька.
Вперше про успішне сурогатне материнство було заявлено в 1980 році. Першою сурогатною матір'ю стала 37-річна Елізабет Кейн зі штату Іллінойс. Жінка, яка не могла мати дітей, оскільки мала заблоковану фаллопієву трубу, уклала з Кейн договір, за яким їй проводилося штучне запліднення спермою чоловіка замовниці, а після пологів Кейн виплачували грошову винагороду. При цьому Кейн мала трьох власних дітей.
У 1986 році лікарі зробили спроби запліднення яйцеклітини генетичної матері спермою генетичного батька з підсадкою ембріона в матку іншої жінки для виношування. Експеримент був успішним, народилася здорова дитина.
Піонерами сурогатного материнства у Великій Британії стали Патрік Стептоу і Роберт Едвардс. Ембріони генетичних батьків, отримані в результаті екстракорпорального запліднення, були перенесені сестрі безплідної жінки, і в 1989 році вона народила дитину.
Перший випадок виношування дитини матір'ю замість безплідної дочки був зареєстрований в ПАР в 1987 році.
Нині сурогатне материнство є досить поширеним. Його використовували Сара Джессіка Паркер, Ніколь Кідман, Елтон Джон, Майкл Джексон, Кріштіану Роналду, Альона Апіна, Рікі Мартін, Алла Пугачова. Сурогатне материнство є можливістю для пар геїв отримати генетично рідних дітей.

## Законодавство

### Заборона
Сурогатне материнство заборонено законом в Австрії, Норвегії, Швеції, Франції, деяких штатах Америки, Італії, Швейцарії та Німеччині.
За порушення передбачається покарання аж до тюремного ув'язнення, наприклад, у Німеччині на строк до трьох років і штрафи, де, на відміну від Італії, покаранню не піддаються самі батьки-замовники сурогатної програми, а також сурогатні матері.
Аналогічне законодавство, що передбачає три роки в'язниці і штраф 45,000 євро за «посередництво при виношуванні плоду для іншої особи» і «симуляцію, що применшує цивільний статус дитини», діє і у Франції.

### Проміжні варіанти
У Бельгії, Ірландії, Фінляндії сурогатне материнство ніяк не регламентується законом, хоча і має місце.
В Австралії, Великій Британії, Данії, Італії, Ізраїлі, Іспанії, Канаді, Нідерландах, окремих штатах Америки дозволено тільки некомерційне материнство. 
В Іспанії, Італії, Франції та багатьох інших європейських державах сурогатне материнство заборонено повністю, в Нідерландах, Португалії, Греції, Канаді, Австралії дозволено некомерційне ("альтруїстичне") сурогатне материнство. Такі країни як Таїланд та Індія, які раніше пропонували послуги сурогатного материнства, заборонили комерційне сурогатне материнство.
В Ізраїлі угоду про сурогатне материнство потребує схвалення спеціального комітету, що складається з соціальних працівників, лікарів та релігійних діячів.
Сурогатне материнство вкрай рідко зустрічається в Японії — японська Асоціація акушерства і гінекології в принципі не схвалює такий спосіб зачаття. Приватні клініки самі вирішують — надавати такі послуги чи ні.

### Підтримка
Мусульмани, які передбачають чоловічу полігамію, схвалюють сурогатне материнство.
Законодавство України дозволяє проходити процес сурогатного материнства будь-якій людині з 2002 року, точно описуючи всі необхідні вимоги (як-от необхідність бути офіційно одруженою парою). Комерційне сурогатне материнство фактично дозволене в Україні, що приваблює репродуктивний туризм в основному з Європи та Іспанії, оскільки програми сурогатного материнства тут найдешевші. За статистичними даними, за рік в Україні налічується близько 500 сурогатних вагітностей.

## Критика та етичні проблеми
Противниці та противники сурогатного материнства акцентують етичні проблеми цієї практики, серед яких: перетворення дітей на товар, торгівля людьми (народженими дітьми та жіночим тілом для виношування). Прогнозується створення ситуації, при якій багаті люди зможуть наймати жінок для виношування своїх нащадків, враховуючи гендерний розрив в оплаті праці та фемінізацію бідності.
Багато феміністок вважають практику виношування дитини за грошову винагороду експлуатацією жінок, адже це передбачає використання важкої репродуктивної праці жінки, її тіла за гроші, чим фактично зближується з проституюванням жінок та торгівлею людьми. Такий акцент на тілесності зводить жінку до об'єкта, а також ігнорує ризики та шкоду для здоров'я (включаючи психічну й психологічну), котрі наносяться їй вагітністю та пологами, після того, як гроші виплачено.
Існують обґрунтовані ризики, що деяких сурогатних матерів може сильно психологічно травмувати необхідність віддати дитину, що стала «рідною» після вагітності і пологів (навіть якщо спочатку жінка вважала, що зможе розлучитися з дитиною без особливих переживань).
Якість прив'язаності (емоційного зв'язку між дитиною та значимим дорослим), котра визначає майбутній здоровий розвиток дитини, при виношуванні однією людиною, а вихованні іншою, знаходиться під сумнівом, оскільки рання передача дитини в опіку особам, до котрих дитина не сформувала прив'язаність, підвищує ризик порушень прив'язаності, схильність до шпиталізму та, врешті, ускладнень чи порушень у психічному та фізичному розвитку дитини.
Сурогатні матері стикаються з різними проблемами після народження дитини "на замовлення": 
- Права сурогатних матерів іноді нічим не захищені, людина без відповідних юридичних компетенцій не розуміє який документ підписує.[7]
- Коли народжується дитина, в якої не того кольору очі, або волосся, або інші анатомічні особливості, небажані замовниками, вони можуть відмовитись забирати дитину і сплатити фінансові зобов'язання, що породжує етичне питання відповідальності за народжену дитину та проблему оформлення її приналежності до певної сім'ї, коли відмовляються обидві сторони.
- Іноді матір емоційно прив'язується до новонародженої дитини і не хоче її віддавати. [8]
- Коли дитина народжується з генетичними/фізичними вадами, від дитини відмовляються обидві сторони.[7]

- Поширення шахрайства на репродуктивному материнстві, коли винагорода за виношування не виплачується, жінкам не надаються домовлені права, та їх натомість втягують у судові справи, викликає занепокоєння у міжнародній спільноті та змушує країну переглядати своє законодавство.[9]
- Порушення закону окремими клініками та фізичними особами, коли під прикриттям програм сурогатного материнства діти вивозились за кордон, без правового супроводу.[10]

Окремі офіційні релігії бачать у сурогатному материнстві аморальну тенденцію, яка підриває святість шлюбу і сім'ї.

## В культурі
Культовий феміністичний роман-антиутопія Маргарет Етвуд «Оповідь служниці» присвячений примусовому «репродуктивному материнству» (фактично — серійним зґвалтуванням ув'язнених жінок воєнною елітою, що виправдовується релігійним фундаменталізмом) в Америці майбутнього перед загрозою вимирання людства через екологічний колапс. В романі тема досліджується з точки зору «репродуктивної матері», викриваючи лицемірство еліти і побіжно торкаючись небезпеки і взаємозв'язків таких соціальних феноменів, як расизм, гомофобія, проституція, диктатура, мілітаризм, релігійний фундаменталізм. У 2017 році, в період антиабортних настроїв у штаті Дональда Трампа, роман було екранізовано в однойменному серіалі (виробництво Hulu та HBO).

## Сурогатне материнство в Україні сьогодні
На сьогодні в Україні посилений контроль у сфері сурогатного материнства. Абсолютна більшість країн світу, в тому числі Україна, на сучасному етап використовують виключно гестаційне сурогатне материнство і дотримуються правила анонімності донорів, що дозволяє захистити права всіх учасників програми сурогатного материнства та зводить до мінімуму ризик неповернення дитини сурогатною матір'ю.